# کایاشکان
کایاشکان (به لاتین: Kayashkan) یک منطقهٔ مسکونی در روسیه است که در جمهوری آلتای واقع شده‌است.